# Crying Freeman
Crying Freeman (japonsky クライング フリーマン, Kuraingu Furíman) je japonská seinen manga o devíti svazcích, kterou napsal Kazuo Koike a nakreslil Rjóiči Ikegami. Manga původně vycházela v časopisu Big Comic Spirits nakladatelství Šógakukan v letech 1986 až 1988. V Česku mangu vydalo nakladatelství CREW v letech 2011 až 2013 pod názvem Crying Freeman – Plačící drak.
Manga se dočkala také anime adaptace v podobě šestidílné řady OVA, kterou vyrobilo studio Tóei dóga v letech 1988 až 1994.